# Mosa (departamento)
Mosa (55; en francés Meuse) es un departamento francés situado en la región de Gran Este. Debe su nombre al río Mosa, que atraviesa este departamento. Su prefectura es Bar-le-Duc. Sus habitantes se llaman, en francés, meusiens.

## Geografía
- Limita al norte con Bélgica, al este con Meurthe y Mosela, al sur con Vosgos y Alto Marne, y al oeste con Marne y Ardenas.

## Demografía
| 1801    | 1831    | 1841    | 1851    | 1856    | 1861    | 1866    |
| ------- | ------- | ------- | ------- | ------- | ------- | ------- |
| 269.522 | 314.588 | 326.372 | 328.657 | 305.727 | 305.540 | 301.653 |
| 1872    | 1876    | 1881    | 1886    | 1891    | 1896    | 1901    |
| 284.725 | 294.054 | 289.861 | 291.971 | 292.253 | 283.480 | 280.220 |
| 1906    | 1911    | 1921    | 1926    | 1931    | 1936    | 1946    |
| 280.220 | 277.955 | 207.309 | 218.131 | 215.819 | 216.934 | 188.786 |
| 1954    | 1962    | 1968    | 1975    | 1982    | 1990    | 1999    |
| 207.106 | 215.985 | 209.513 | 203.904 | 200.101 | 196.344 | 192.198 |

- El 1 de enero de 1997, el municipio de Han-devant-Pierrepont abandonó el departamento, pasando a Meurthe y Mosela.

Las principales ciudades son (datos del censo de 1999):
- Verdún: 19.624 habitantes, 25.509 en la aglomeración.
- Bar-le-Duc: 16.944 habitantes, 20.549 en la aglomeración.